# Grebnice (Domaljevac-Šamac)
Pour les articles homonymes, voir Grebnice.
Grebnice (en serbe cyrillique : Гребнице) est un village de Bosnie-Herzégovine. Il est situé dans la municipalité de Domaljevac-Šamac, dans le canton de la Posavina et dans la fédération de Bosnie-et-Herzégovine. Selon les premiers résultats du recensement bosnien de 2013, il compte 935 habitants.
Avant la guerre de Bosnie-Herzégovine, le village faisait partie de la municipalité de Bosanski Šamac, aujourd'hui Šamac en république serbe de Bosnie ; à la suite des accords de Dayton (1995), il a été rattaché à la municipalité de Domaljevac-Šamac nouvellement créée et intégrée à la fédération de Bosnie-et-Herzégovine.

## Démographie

### Évolution historique de la population
| 1948 | 1953 | 1961  | 1971  | 1981  | 1991  | 2013 |
| ---- | ---- | ----- | ----- | ----- | ----- | ---- |
| -    | -    | 1 764 | 2 003 | 2 094 | 2 210 | 935  |

|  |